# Mazzarrone
Mazzarrone (Mazzarruni in siciliano) è un comune italiano di 3 986 abitanti della città metropolitana di Catania in Sicilia. È soprannominato "città dell'uva" per l'estesa coltivazione dell'IGP uva da tavola di Mazzarrone.

## Geografia fisica
Il territorio comunale si estende sul margine nord occidentale dei Monti Iblei su una superficie di 3347 ettari, 16 are e 76 centiare (poco più di 33 km²) ad una quota compresa tra i 115 m e i 335 m s.l.m. agli estremi confini meridionali della città metropolitana di Catania. La posizione del territorio comunale al confine con il libero consorzio comunale di Ragusa  fa di Mazzarrone una "cittadina di frontiera" de facto perché dista appena 35 km dal capoluogo ibleo mentre la distanza dal capoluogo etneo è di 85 km.
Nel territorio comunale sono diffusi terreni sabbiosi e argillosi che ne condizionano la morfologia dando ad esso una conformazione prevalentemente pianeggiante che tende a strutturarsi in altopiani. Improvvise rotture di pendenza si riscontrano soltanto in corrispondenza delle linee di impluvio, dove scorrono i corsi d'acqua affluenti della sponda destra del fiume Dirillo. Nella parte nord occidentale del territorio comunale si trova l'area protetta del Parco Suburbano "Sciri Sottano".

## Storia

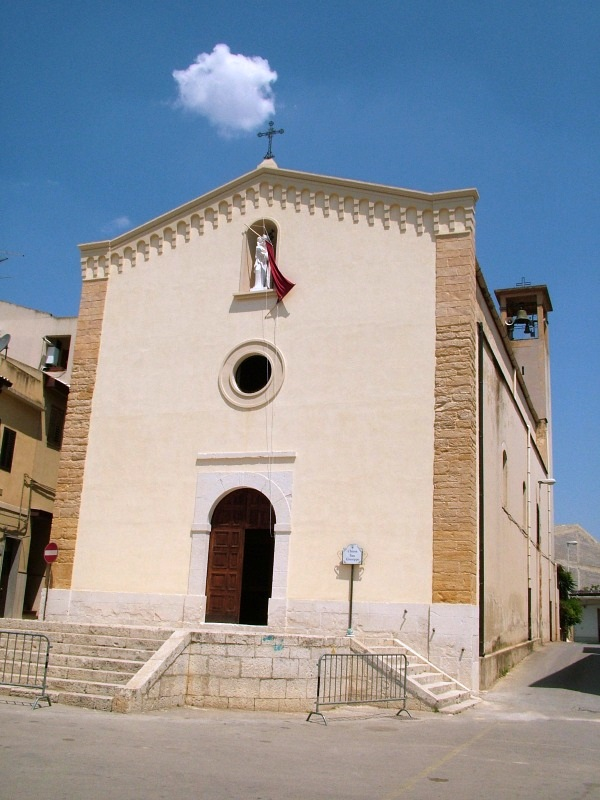
Chiesa di San Giuseppe

Il centro abitato di Mazzarrone cominciò ad essere popolato in maniera permanente dopo l'Unità d'Italia, in seguito alle leggi che soppressero i beni ecclesiastici.
La confisca e la successiva divisione del feudo, favorì l'insediamento di questo territorio mediante l'affidamento in enfiteusi dei terreni.
Numerose famiglie provenienti dai centri iblei sin dal 1870 diedero vita a piccoli agglomerati, sviluppatisi nel corso del tempo.
I più importanti di questi insediamenti sono stati: Piano Chiesa, Botteghelle e Cucchi. Il nome di quest'ultimo quartiere è derivato dal soprannome portato dalla prima famiglia insediatasi in questa zona, e cioè quella dei Di Pasquale, composta da quattro fratelli e una sorella. Il nome Botteghelle, in gergo "putia", e' da attribuire al fatto che in questa zona sorsero le prime botteghe commerciali. La borgata di Piano Chiesa, in gergo "u cianu a criesa", e' cosi' chiamata perché in questo agglomerato sorse la prima chiesa.  Il nome Leva è derivato dal barone de Leva, nella cui proprietà, fino ai primi anni del Novecento, rientrava una parte di territorio . Il nome Grassura, in gergo "a Rasciura" o "Grasciura", sembra che faccia un chiaro riferimento al nostro termine siciliano omonimo,che sta a significare "concime stallatico" e vuole probabilmente indicare la ricchezza agricola di quei terreni circostanti. Il nome Sciri deriva dal termine Xiri o Chiri che significa secco, asciutto e vuole probabilmente indicare che in quest'area un tempo sorgeva un lago che poi si è prosciugato. Ad una certa distanza da questi tre quartieri (Piano Chiesa, Botteghelle e Cucchi) si formarono i borghi di Grassura e di Leva, distanti rispettivamente 5 km (Grassura) e 4 km (Leva) dal centro di Mazzarrone, ovvero piazza Concordia. Ciascun insediamento nacque per trasposizione di gruppi familiari dalle vicine città: si trattava della cadetteria agricola dei centri vicini più grandi (Ragusa, Comiso) a cui erano state assegnate terre appartenute ai notabili locali. Resoconti orali, tramandati dagli anziani del paese, raccontano di schiere di fratelli che, poco dopo la conquista garibaldina, si insediarono in rudimentali abitazioni ricavate nei canneti lungo il corso del fiume Dirillo.
Da queste abitazioni precarie, esposte ai pericoli naturali (non ultimi i lupi), si passò poi agli insediamenti in opera muraria e quindi ai nuclei delle suddette borgate, destinate nel corso del tempo a fondersi in un unico nucleo urbano.
Piano Chiesa e Cucchi, insieme a una buona parte di Botteghelle costituivano la frazione Mazzarrone,appartenente al comune di Caltagirone, mentre la parte nord di Botteghelle apparteneva al comune di Licodia Eubea (la Via Cucchi, all'incrocio con la Via Botteghelle e la Via Licodia, divideva il confine tra i territori comunali di Caltagirone e di Licodia Eubea, di fatto tagliando a metà la Via Licodia e la Via Cucchi fra i due comuni). Le borgate di Leva e Grassura appartenevano al territorio di Caltagirone. Verso la fine degli anni cinquanta, si costituì un "Comitato per l'autonomia" delle diverse borgate (inizialmente vi era compresa anche la borgata calatina di Granieri, che all'epoca faceva parte della frazione Mazzarrone) che porterà, solo negli anni settanta, al raggiungimento dell'obiettivo.
Le borgate furono riunite in comune autonomo il 29 aprile 1976 con l'emanazione del decreto della Regione Siciliana.L'autonomia veniva sancita nella legge regionale 7 maggio 1976, n. 55, pubblicata sulla "Gazzetta Ufficiale della Regione Siciliana" del 12 maggio 1976, parte prima, n.27. La legge regionale n. 55 del 1976, all'art.1, così dispose: la frazione "Mazzarrone" comprendente le localita' denominate "Mazzarrone-Botteghelle-Grassura-Contrada Leva- Cucchi", in atto appartenenti al comune di Caltagirone, unitamente alla località "Botteghelle-Sciri Sottano", in atto appartenente al comune di Licodia Eubea, sono erette in Comune autonomo e assumono la denominazione di "Mazzarrone". Un nuovo comune nasceva. La parte di territorio ceduta dal comune di Caltagirone è storicamente rappresentata dall'ex "feudo Mazzarrone", mentre la parte di territorio ceduta dal comune di Licodia Eubea è storicamente rappresentata dall'ex "feudo Sciri". Dal 1976 Piano Chiesa,  Botteghelle, Cucchi, Grassura e Leva formano il centro abitato di Mazzarrone.
Dal 2022 il comune fa parte del progetto del Primo parco mondiale dello stile di vita mediterraneo insieme ad altre 103 città del centro Sicilia.

### Simboli
Lo stemma e il gonfalone sono stati concessi con decreto del Presidente della Repubblica del 10 dicembre 1980. L'emblema civico è descritto come:
Il gonfalone è un:

## Società

### Evoluzione demografica
Abitanti censiti

La popolazione residente a Mazzarrone prima dell'ottenimento dell'autonomia, avvenuta il 7 maggio 1976, risulta registrata negli atti dell'ufficio anagrafe del comune di Caltagirone (sez. archivio storico), mentre la popolazione residente nella parte nord di Botteghelle risulta presso l'ufficio anagrafe del comune di Licodia Eubea. Secondo i dati del censimento del 1971, gli abitanti risultavano : 2.627 nella frazione Mazzarrone (comune di Caltagirone), di cui: 1.415 nella località Mazzarrone (Piano Chiesa), 697 nella località Botteghelle, 317 nella località Cucchi e 198 nelle case sparse. La località Botteghelle (comune di Licodia Eubea) contava 301 residenti
Nella popolazione di Mazzarrone è dato riscontrare una commistione di etnie diverse, anche se preponderante è l'influenza ragusana. Il primo censimento nazionale della popolazione nel comune di Mazzarrone fu effettuato nell'ottobre del 1981. Nell'ultimo censimento decennale della popolazione, al 9 ottobre 2011 risultavano censiti 3.989 abitanti mentre il giorno precedente 8 ottobre 2011 risultavano iscritti alle anagrafi comunali 4.058 abitanti. Il suo picco demografico è di 4.083 abitanti al 31 dicembre 2017. Dal 2018 il censimento della popolazione è permanente e viene effettuato a cadenza annuale e non più decennale. Risultano 3.955 abitanti al 31 dicembre 2021.
Mazzarrone è il terzo comune all'interno della Regione Sicilia con la più alta percentuale di cittadini stranieri residenti (17,5%). Lo precedono Acate e Santa Croce Camerina. È il primo comune della Città metropolitana di Catania per percentuale di cittadini stranieri residenti.

### Etnie e minoranze straniere
Secondo i dati ISTAT al 1 gennaio 2024 i cittadini stranieri residenti a Mazzarrone erano 697 pari al 17,5% della popolazione.Le nazionalità maggiormente rappresentate erano:
1. Albania, 343
2. Romania, 168
3. Tunisia, 147
4. Ucraina, 22

## Cultura
Nel centro abitato sono presenti due plessi della scuola materna, tre plessi della scuola elementare e una scuola media. Le scuole di Mazzarrone fanno parte dell'istituto comprensivo " Ettore Maiorana" che comprende anche tutte le scuole di Licodia Eubea. La biblioteca comunale si trova all'interno dei locali della scuola media. Istituita nel 1981, sul momento non poté funzionare perché non si trovarono i locali adeguati dove collocarla. Con l'inaugurazione dei nuovi locali della scuola media, avvenuta il 6 settembre 1985 alla presenza del provveditorato agli studi di Catania, dottor Zino Papa, del Preside Giovanni Incatasciato e del sindaco sig. Antonino Di Stefano, si decise di collocare la biblioteca in alcuni locali al piano terra e di affidarla alla direttrice, la dottoressa Francesca Giuliano. La biblioteca è intitolata a San Bonaventura.

### Economia
Nel territorio comunale si produce l'uva da tavola di Mazzarrone, il cui marchio IGP è stato riconosciuto nel 2003. La sede del consorzio di tutela si trova a Mazzarrone. L'areale di produzione dell'uva da tavola IGP di Mazzarrone comprende 6 comuni: Mazzarrone, Licodia Eubea e Caltagirone,comuni appartenenti alla città metropolitana di Catania e Chiaramonte Gulfi, Acate e Comiso, comuni appartenenti al libero consorzio comunale di Ragusa. Nel territorio comunale di Mazzarrone si producono anche pesche, albicocche, susine, olive, arance, mandorle e ortaggi in pieno campo.Sono anche coltivati cereali (frumento,avena,orzo) anche se negli ultimi anni si e' assistito ad una drastica riduzione delle superfici coltivate.Molto importante il settore terziario che comprende il settore bancario. A livello artigianale va segnalata l'area attrezzata di Viale del Lavoro dove sono concentrate tutti i magazzini delle varie ditte dove avviene la lavorazione dell'uva da tavola e la conservazione in cella frigorifera. Sono presenti anche cantine dove vengono prodotti degli ottimi vini ed un oleificio dove si produce l'olio extravergine di oliva.

## Amministrazione
Di seguito è presentata una tabella relativa alle amministrazioni che si sono succedute in questo comune.
| Periodo          | Periodo          | Primo cittadino           | Partito                            | Carica              | Note   |
| ---------------- | ---------------- | ------------------------- | ---------------------------------- | ------------------- | ------ |
| 15 febbraio 1990 | 27 dicembre 1990 | Avv. Giovanni Petriglieri | Democrazia Cristiana               | Sindaco             |        |
| 14 luglio 1987   | 14 febbraio 1990 | Biagio Consoli            | Democrazia Cristiana               | Sindaco             | [ 11 ] |
| 14 ottobre 1991  | 18 febbraio 1993 | Elio Di Prazza            |                                    | Comm. regionale     | [ 11 ] |
| 18 febbraio 1993 | 7 giugno 1993    | Michele Inzirillo         |                                    | Comm. straordinario | [ 11 ] |
| 7 giugno 1993    | 10 ottobre 1994  | Giovanni Iacono           | Partito Democratico della Sinistra | Sindaco             | [ 11 ] |
| 28 maggio 1995   | 1º dicembre 1997 | Nunzio Busacca            | Partito Democratico della Sinistra | Sindaco             | [ 11 ] |
| 1º dicembre 1997 | 28 maggio 2002   | Nunzio Busacca            | Lista Civica                       | Sindaco             | [ 11 ] |
| 28 maggio 2002   | 15 maggio 2007   | Nunzio Busacca            | Lista Civica                       | Sindaco             | [ 11 ] |
| 15 maggio 2007   | 9 maggio 2012    | Vincenzo Giannone         | Forza Italia                       | Sindaco             | [ 11 ] |
| 16 maggio 2012   | 12 giugno 2017   | Vincenzo Giannone         | Forza Italia                       | Sindaco             | [ 11 ] |
| 12 giugno 2017   | In carica        | Giovanni Spata            | Lista Civica                       | Sindaco             | [ 11 ] |